# Charles Bossut

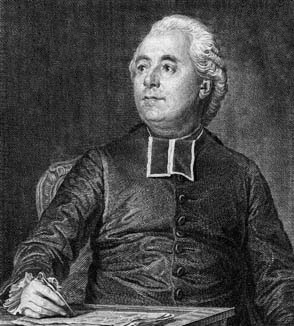
Charles Bossut

Abatele Charles Bossut (n. 1730 la Murigneux, lângă Tartaras - d. 14 ianuarie 1814 la Paris) a fost un matematician francez.
Contribuțiile sale au vizat în special geometria și teoria hidrodinamicii.
A urmat școala iezuită și a continuat studiile teologice.
Alexis Clairaut și Jean le Rond d'Alembert l-au îndrumat spre științele matematice, devenind colaborator la redactarea Enciclopediei Franceze.
A fost membru al Academiei Franceze, care în 1768 i-a conferit titlul de Laureat al Academiei de Științe.
A fost profesor examinator de matematică la Școala de Geniu Mézières.
În perioada lui Napoleon a devenit profesor de matematică la Universitatea din Paris.
A fost admirator al lui Pascal.
Bossut a jucat un rol important în promovarea învățământului superior în Franța.

## Scrieri
- 1772: Mécanique en général
- Cours complet de mathématique
- 1802: Essai sur l'histoire des mathématique
- 1812: Mémoires concernant la navigation, l'astronomie, la physique, et l'histoire
- 1798: Traité de calcul différentiel et de calcul intégral.

Viața și activitatea lui Bossut a fost descrisă de Delambre și Querard.